# Родинський сільський округ (Цілиноградський район)
Ро́динський сільський округ (каз. Родина ауылдық округі, рос. Родинский сельский округ) — адміністративна одиниця у складі Цілиноградського району Акмолинської області Казахстану. Адміністративний центр — село Родина.
Населення — 1650 осіб (2021; 1721 у 2009, 1923 у 1999, 1619 у 1989).
Станом на 1989 рік існувала Приозерна сільська рада (села Зелений Гай, Лугове, Покровка, Приозерне), село Садове перебувало у складі Новоішимської сільської ради. Пізніше села Лугове та Покровка були виокремлені зі складу округу і утворили окремий Луговський сільський округ. До 2009 року округ називався Приозерним.

## Склад
До складу округу входять такі населені пункти:
| Населений пункт   | Колишні назви | Населення, осіб (1989) | Населення, осіб (1999) | Населення, осіб (2009) | Населення, осіб (2021) |
| ----------------- | ------------- | ---------------------- | ---------------------- | ---------------------- | ---------------------- |
| Зелений Гай, село | -             | 274                    | 307                    | 295                    | 241                    |
| Родина, село      | Приозерне     | 891                    | 1163                   | 1032                   | 1087                   |
| Садове, село      | -             | 454                    | 453                    | 394                    | 322                    |